# 赤壁市
29°26′N 113°32′E / 29.43°N 113.54°E
赤壁市是中華人民共和國湖北省的縣級市，原名蒲圻市，於1998年6月11日更改為現時的名稱，由地级咸宁市代管。常住总人口为47.04万人，市人民政府駐赤马港街道河北大道220号。

## 历史
赤壁市在夏朝、商朝属于荆州云梦泽地。西汉归属荆州江夏郡沙羡县。东汉建安十三年(208年)，刘备与孙权联合，大破曹操于此，是历史上有名的赤壁之战遗址（一说今嘉鱼东北）。三国东吴黄武二年（223年）设置蒲圻县，属郢州武昌郡，因湖多盛产蒲草（古时编织蒲团的材料）形成集市而得名。建县初，蒲圻县所辖范围包括今嘉鱼、崇阳、通城等地，唐天宝元年（742年）分置唐年县（今崇阳、通城），五代南唐保大十一年（953年）分置嘉鱼县。中华民国时期，蒲圻县先后属湖北省江汉道、湖北省第一行政督察区，并为区署驻地。
1949年5月25日，中国共产党接收蒲圻。1949-1950年，蒲圻属沔阳专区，1951-1952年属大冶专区，1952-1959年属孝感专区。1958年10月，蒲圻、咸宁第一次合县为蒲圻县，属孝感专区，但1959年3月，两地分开。1960年5月，蒲圻、咸宁第二次合县为咸宁县，属武汉市，1961年12月再次分开。1962-1965年，蒲圻属孝感专区。1965-1969年属咸宁专区。1970-1986年属咸宁地区。1986年5月，中华人民共和国国务院批准蒲圻县撤县设市，名蒲圻市，所辖区域范围不变，隶属湖北省咸宁地区，8月1日召开庆祝大会正式挂牌。1998年6月11日，蒲圻市更名为赤壁市，所辖区域范围不变，仍隶属湖北省咸宁地区，10月18日正式挂牌。1998年12月，咸宁地区更名为咸宁市，为省辖地级市。赤壁市由湖北省咸宁市代管。

## 地理
赤壁市位於湖北省东南部，系鄂湘兩省交界。它与咸宁地区的咸安区、崇阳县、嘉鱼县相邻，西与洪湖市与湖南省临湘市相望，被称为“湖北南大门”。全市东西长68.9千米，南北宽60千米，中部最窄处仅25.98千米，面积共1723平方千米。地域範圍介於東經113°32′-114°13′，北緯29°28′-29°59′之間。

### 地形
全市地处幕阜低山丘陵与江汉平原的过渡地带，地勢自西南至东南一带偏高，西北至东北一带略低，形成自南向北倾斜，最高處为赵李桥镇境内的柘坪观音尖，海拔852米，最低处是西凉的聂家泉，海拔只有19.3米。境內地形以丘陵、平原为主。幕阜山脉、药姑山脉延伸到赤壁市，构成金紫山脉、随阳山脉两大支脉，居中的陆水为其天然分界线。

### 自然资源
根据1989年数据，全市有耕地37,200.4公顷，园地11,456.9公顷，牧草地2,266.7公顷，居民点及工矿用地7,758.9公顷，交通用地1,985.5公顷，水域38,134公顷，未利用土地18,031.3公顷。主要种植小麦、黄豆、油菜、甘薯、苎麻等，其它主要经济作物包括棉花、芝麻等。而畜牧业则以鸡、鸭、牛、猪等家禽家畜和部分鱼类养殖为主。赤壁市非金属矿产资源丰富，主要矿种有石灰石、煤、地下热水温泉、天然石英沙（河沙）。金属矿种有铁、锑、铜等。

### 水文
赤壁市有汀泗河、陆水河、皤河3条主河，这三条河流都注入长江。大小湖泊位于河流尾部，组成了西梁湖、陆水、黄盖湖3大水系。

### 氣候
境內屬亚热带湿润性季风气候，溫暖濕潤，四季分明，日照充足。全年城區環境空氣品質穩定在《環境空氣品質標準》二級標準以內，年平均氣溫16.9°C，年平均無霜期247~261 天，適合各種農作物生長。由于受季风影响，年际降雨变率大，常有初夏多雨洪涝，伏秋少雨干旱发生。

## 人口
咸宁市第七次全国人口普查公报显示：赤壁市常住人口为470355人，男性人口占比51.87%，女性人口占比48.13%，年龄结构中0-14岁占比19.98%，15-59岁占比61.18%，60岁以上占比18.84%，65岁以上占比13.31%。
2006年统计年鉴总户数为15180户，其中农业户为80074户，总人口为506509人，其中农业人口为344566人。
清光绪三十四年（1908年），全县185004人；宣统三年（1911），42455户；民国20年（1931）年本县有44724户，181640人；1953年，第一次全国人口普查（3次人口普查统计数均截止7月1 日零点），全县有50746户，182801人。1964年，第二次全国人口普查，全县有58055户，248391人。1961-1970年，为第二次人口增长高峰期，第三次全国人口普查，全县有75560户，387789人，当年出生率为18.24‰，死亡率为6.69‰，增长率为11.7‰。
1982年全国第三次人口普查时，本县汉族385662人，占总人口的99.45%,少数民族2131人，占总人口的0.55%,其中回族1929人，苗族51人，侗族49人，土家族21人，壮族30人，满族21人，布依族6人，藏族4人，蒙古族3人，瑶族3人，维吾尔族2人，朝鲜族2人。

## 行政区划
赤壁市下辖3个街道办事处、10个镇、1个乡：
蒲圻街道、赤马港街道、陆水湖街道、新店镇、赵李桥镇、茶庵岭镇、车埠镇、赤壁镇、柳山湖镇、神山镇、中伙铺镇、官塘驿镇、黄盖湖镇、余家桥乡、蒲纺工业园、官塘驿林场、羊楼洞茶场、沧湖开发区和赤壁市经济开发区。
本市行政区划，有文字可考，始于宋朝。宋至元代为乡、里制；明代为都、里制；清代至民国21年（1932）为乡、团制；此后至1949年为乡、保、甲制；1950年后，将保、甲制 改为村、组制；1952年后，改为乡、组（社）制；1958年后，改为社、队制。1949年后并设置区公所，作为县级派出机构，管理几个乡或几个公社。1975年撤区并社，1984年恢复区的建制，区、镇、下辖乡（镇），乡（镇）下辖村。1987年撤区建镇。

## 交通

### 公路
- 京港澳高速、 武深高速过境并在市内交叉互通。

- 107国道、 351国道过境。

### 鐵路
赤壁市內設有赤壁站和赤壁北站，其中赤壁北站是京广高速铁路的中途站，每天有多班高鐵列車來往武漢、長沙；而赤壁站是京廣鐵路的中途站。

## 特色
现在赤壁鎮是赤壁市的重要旅游地，距离市区40公里，主要由赤壁山、南屏山、金鸾山组成。附近有很多相关景点，其中最著名的是三國赤壁古戰場4A級旅遊景區，除了長江江邊懸崖的“赤壁”二字外，還有湖北省境内最大的人物石雕巨型周瑜塑像，以及武侯拜风台、凤雏庵、碑廊、陈列馆等。
陆水水库是亚洲第二长土坝水库，其水库内小岛星罗棋布，电视剧《水浒传》曾在其取景，目前湖内有水浒城等景点。
五洪山温泉是境内的温泉之一。
赤壁市西南的羊楼洞古镇曾是著名的砖茶产地，繁盛时人口4万，超过县城，号称“小汉口”。保留下来的羊楼洞明清石板街被列为湖北省文物保护单位。

## 图集

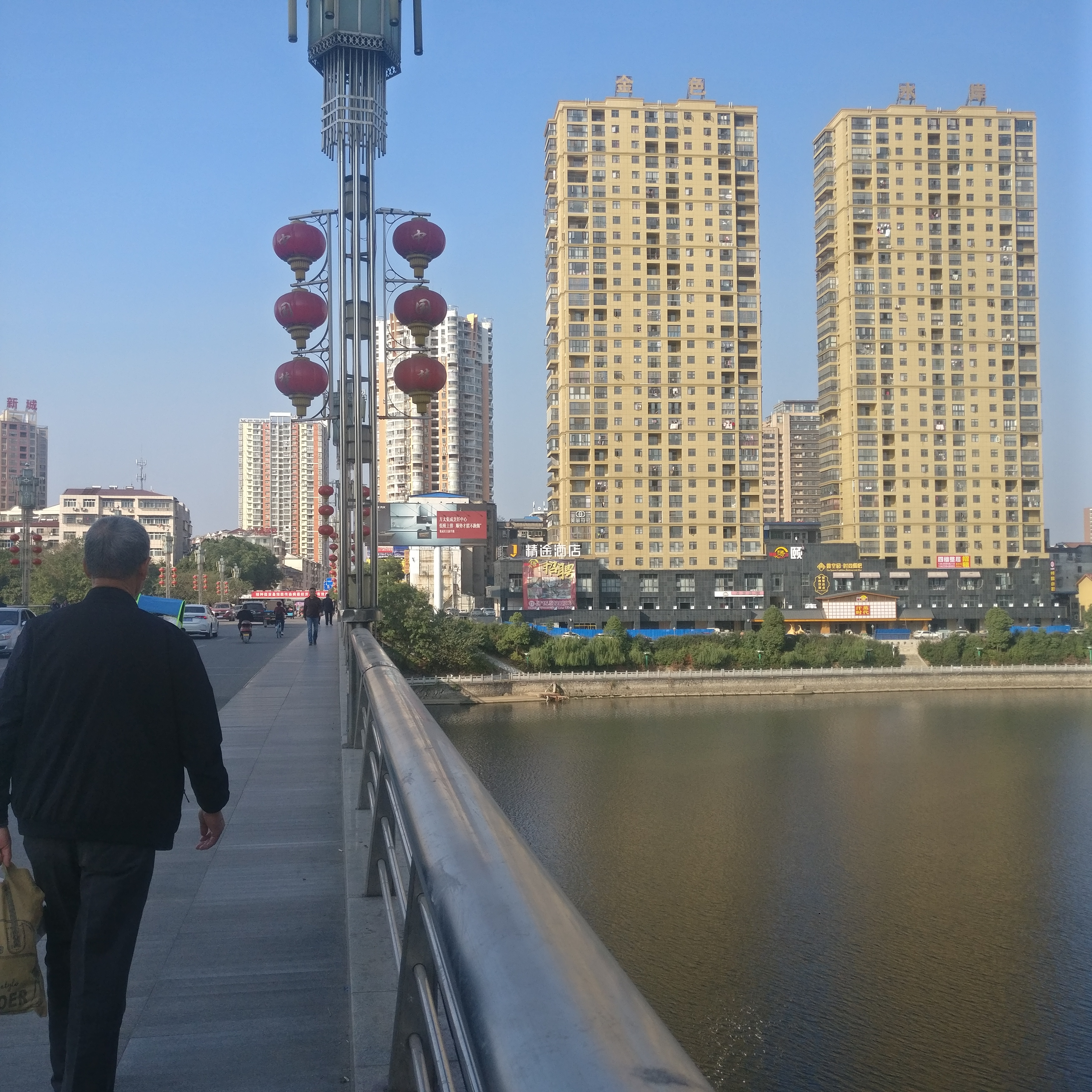
陸水大橋
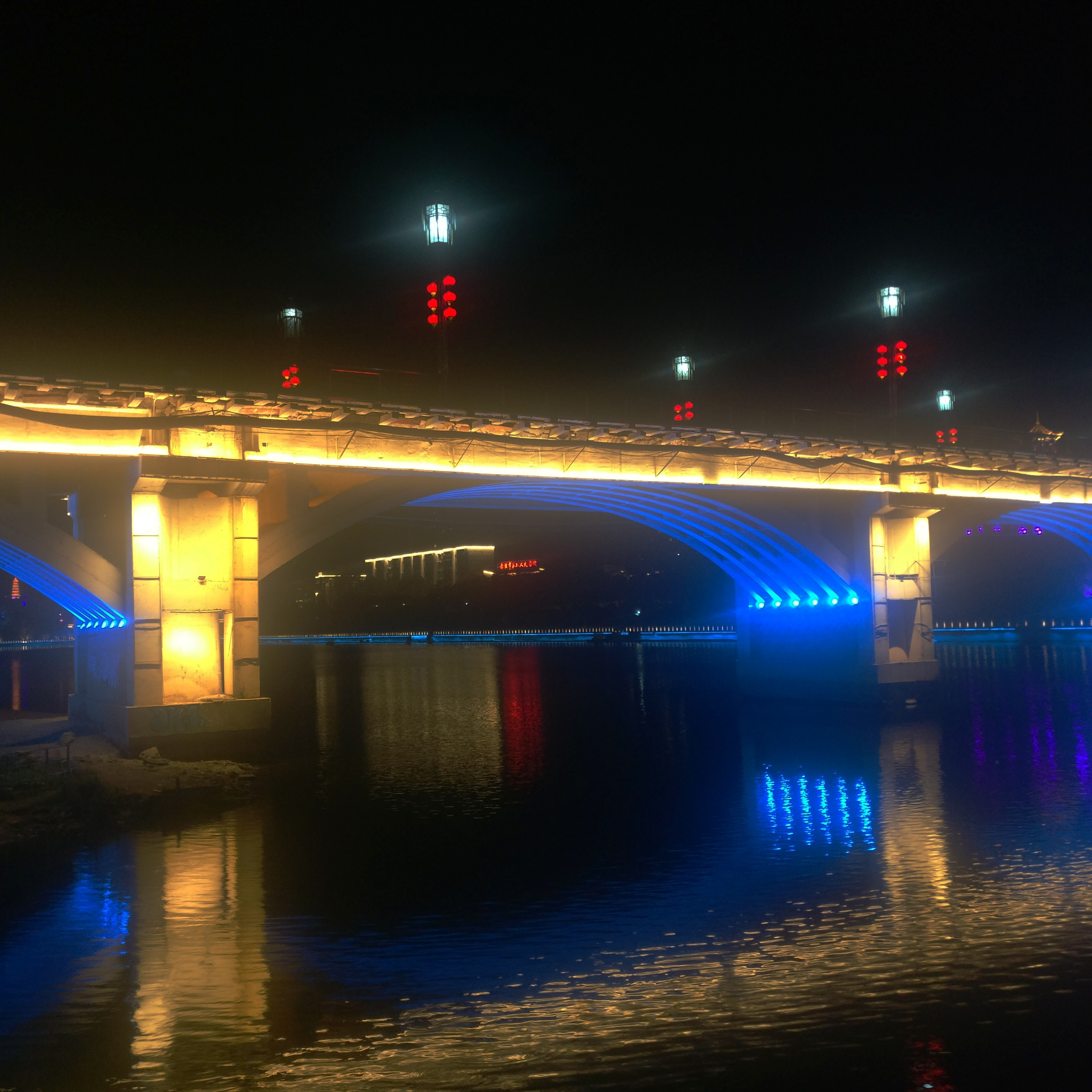
陸水大橋夜景
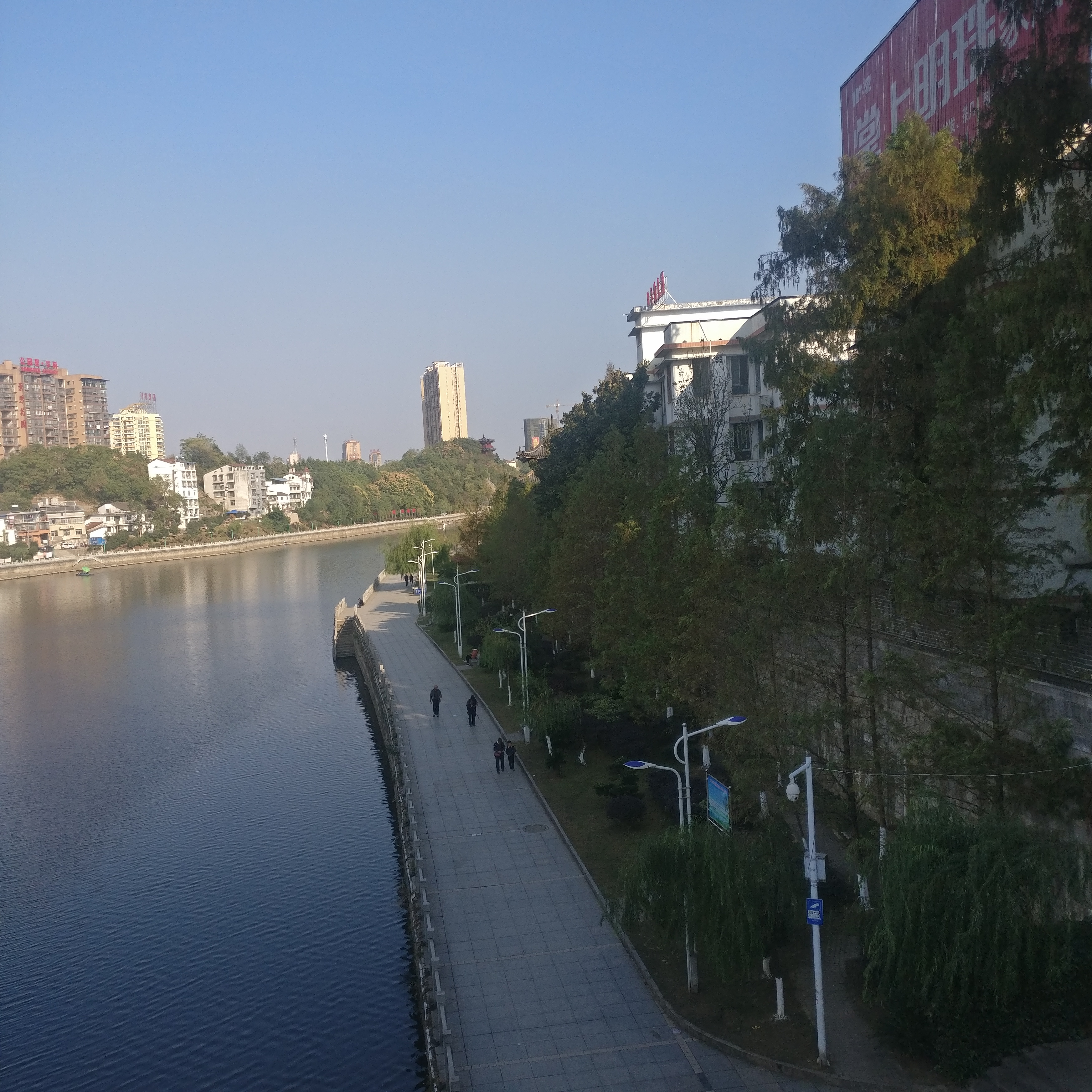
陸水河畔
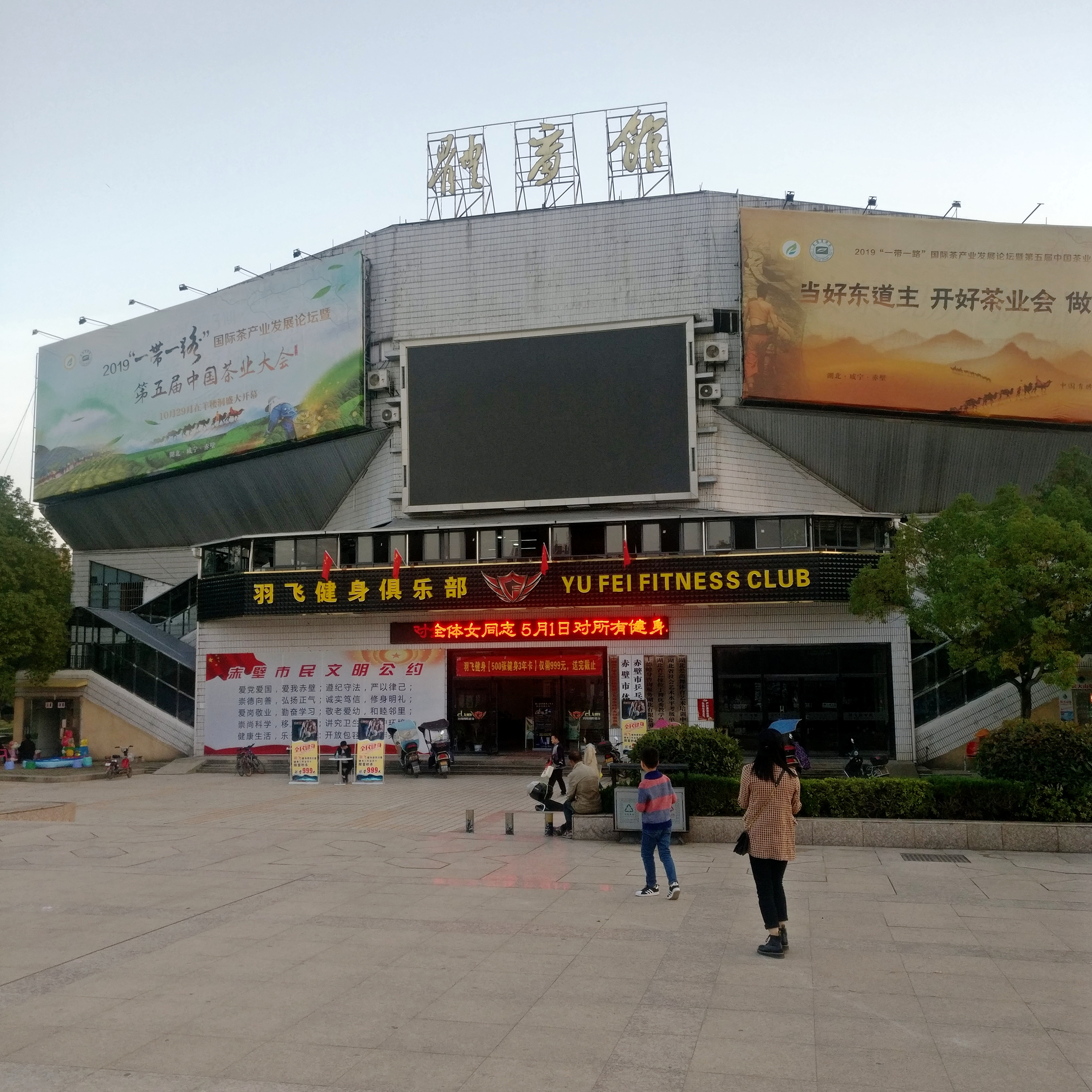
人民广场
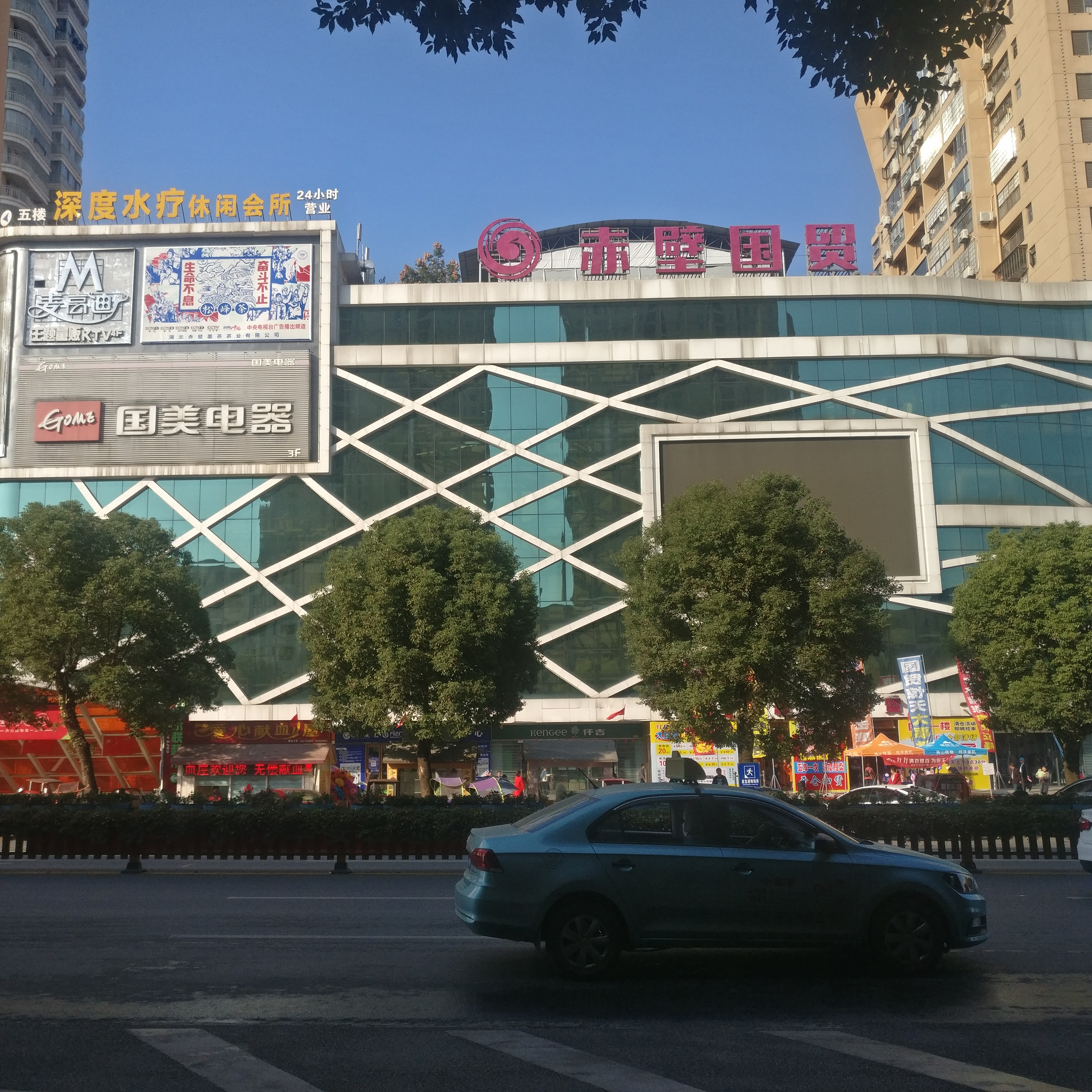
赤壁国贸
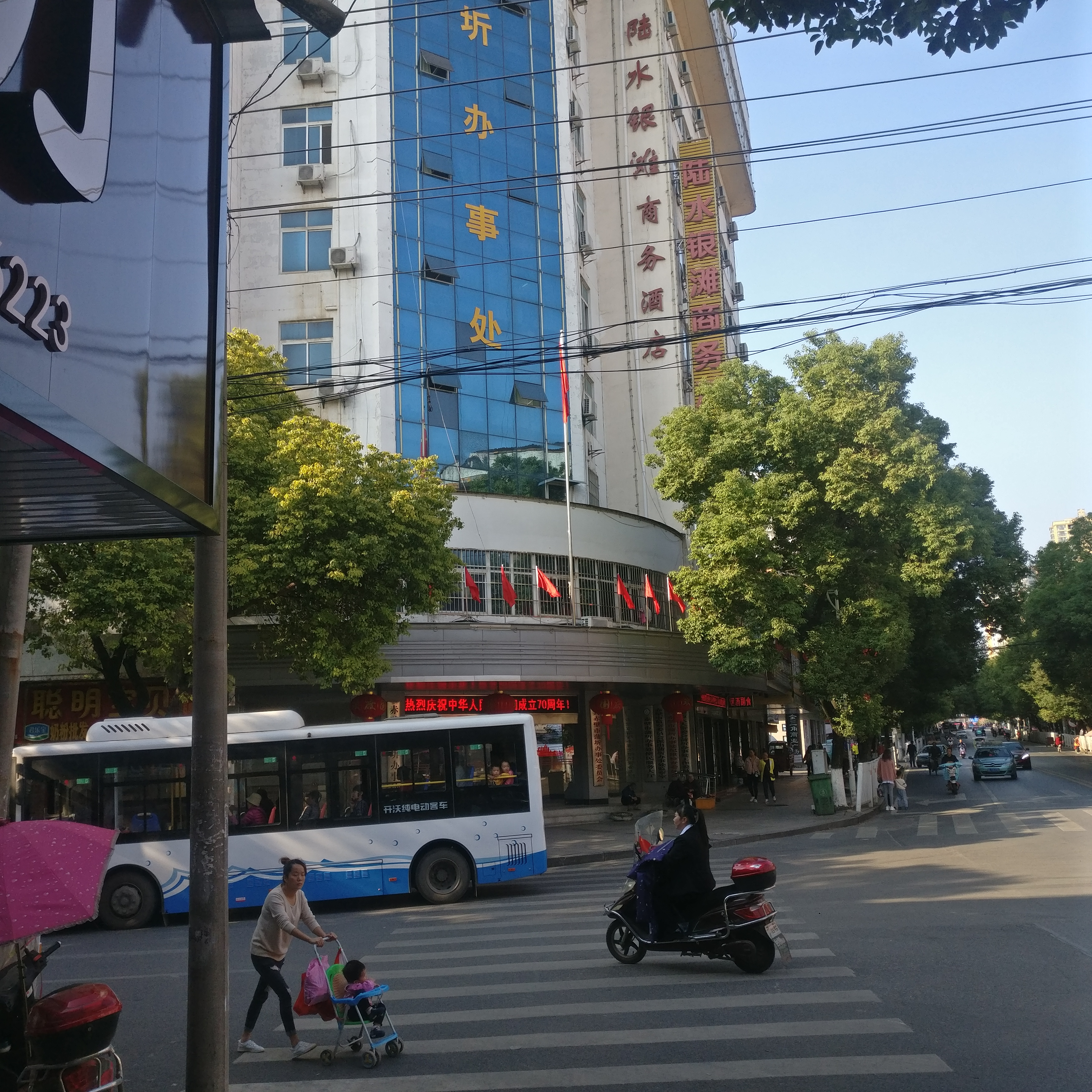
蒲圻办事处
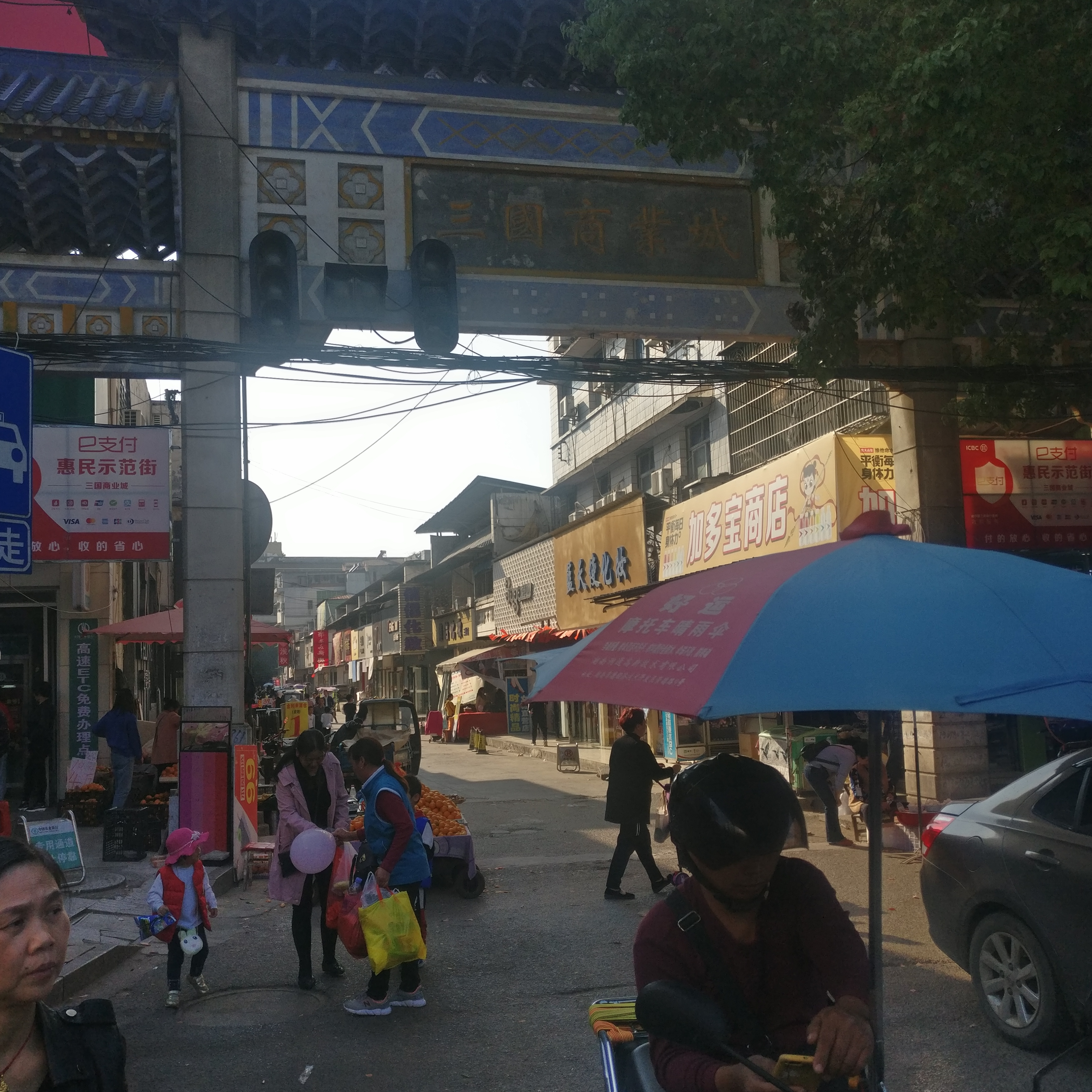
三国商业城

## 特产
赤壁猕猴桃：中国地理标志产品。